# Tamsweg
Tamsweg – gmina targowa w Austrii, w kraju związkowym Salzburg, siedziba powiatu Tamsweg. Według Austriackiego Urzędu Statystycznego liczyła 5622 mieszkańców (1 stycznia 2015).